# Dicranomyia kotoshoensis
Dicranomyia kotoshoensis là một loài ruồi trong họ Limoniidae. Chúng phân bố ở miền Ấn Độ - Mã Lai và miền Australasia.